# ヤーノシュ・シュタルケル
ヤーノシュ・シュタルケル（János Starker, 1924年7月5日 - 2013年4月28日）は、ハンガリー出身のチェリスト、音楽教育者。

## 来歴
ブダペストに生まれ、7歳でブダペスト音楽院に入学を許されるほど、幼い頃からその天賦の才能を発揮した。音楽院ではアドルフ・シッファーに師事した。
11歳でソロ・デビュー、翌年ルーマニアのブカレストで演奏会を行い、国外デビューしている。
1945年にブダペスト国立歌劇場管弦楽団およびブダペスト・フィルハーモニー管弦楽団の首席チェロ奏者に就任。また、ピアニストのシェベーク・ジェルジ（ジョルジ・シェベック）らとピアノ・トリオを結成し、活躍した。
しかし翌1946年には祖国を去り、ヨーロッパ各地で演奏を行いその名を知らしめた。フランス滞在中20枚ほどSPレコードを録音したが、その中の1枚コダーイの無伴奏チェロソナタが1948年のディスク大賞 (Grand Prix du Disque) を獲得した。
1948年、アンタル・ドラティの招きでシュタルケルはダラス交響楽団の首席チェリストに就任した。この時には、アメリカへの移住をすでに決意していたという。翌1949年にはフリッツ・ライナーの招きを受けて、メトロポリタン歌劇場管弦楽団の首席チェリストに就任。1953年、ライナーがシカゴ交響楽団に移るのに伴って移籍。1958年まで在籍した。渡米直後、シュタルケルは、オーナーがハンガリー人だという理由でピリオドという小さなレーベルと契約した。1950年このレーベルで録音したコダーイの無伴奏チェロソナタでセンセーションを巻き起こし、一躍その名を世界中に轟かせた。比類ないテクニックに裏打ちされた豊かな音楽性が、凛と張りつめた緊張感の中に端正に表現されており、音楽批評各紙はパブロ・カザルスの後継者として注目した。当時日本を代表するチェリストであった井上頼豊は1960年シュタルケル初来日の際のプログラムに、このレコードを聴いた時の衝撃を「チェロをヴァイオリンのように軽々と扱う」と表現している。
独奏者となってから、シュタルケルは、EMIやフィリップスといった大手レーベルに数多くの協奏曲や室内楽の録音を残してきているが、コダーイ、バルトークといった近代作品やバッハの演奏で特に高い評価を得ている。また、アンタル・ドラティ、ミクローシュ・ロージャ、サミュエル・バーバーら多くの作曲者に助言を与え、その作品を献呈されている。
1958年、シカゴ交響楽団の職を辞したシュタルケルは、インディアナ州ブルーミントンに居を構え、インディアナ大学の教授に就任した。彼の門下からは、堤剛、菅野博文をはじめ多くのチェリストが育っている。また、彼はコンサート・ツアーの先々で公開レッスンやセミナー、レクチャーなどを行っている。左手の独立性と強化を説いた彼の著書『チェロ・メソード』はチェロ奏者にとって重要なテキストの一つである。
2013年4月28日、インディアナ州の自宅で死去。88歳没。